# Pleuroprucha invariata
Pleuroprucha invariata är en fjärilsart som beskrevs av Walker 1862. Pleuroprucha invariata ingår i släktet Pleuroprucha och familjen mätare. Inga underarter finns listade i Catalogue of Life.